# Семь добродетелей
Семь доброде́телей — в западном христианстве совокупность главных положительных черт человеческого характера. Подразделяются на кардинальные и теологические и традиционно противопоставляются семи смертным грехам.
Четыре кардинальные добродетели (мужество, умеренность, справедливость, благоразумие) представляют собой, собственно, кардинальные добродетели античной этики, впервые выделенные Эсхилом (VI—V века до н. э.) и затем вошедшие в позднеантичную традицию через Платона (V—IV вв. до н. э.), Аристотеля (IV в. до н. э.) и стоиков.
Блаженный Августин (IV—V в.), воспроизведя эту схему, добавил к ней три «теологические» добродетели, учение о которых развивали восточнохристианские авторы: вера, надежда, любовь.

## Список
- Благоразумие (лат. Prudentia)
- Мужество (лат. Fortitudo)
- Справедливость (лат. Justitia)
- Умеренность (лат. Temperantia)
- Вера (лат. Fides)
- Надежда (лат. Spes)
- Любовь (лат. Caritas)

Позднее появился другой список добродетелей, составленный из противоположностей семи главных грехов:
- Целомудрие (лат. Castitas)
- Умеренность (лат. Temperantia)
- Любовь (лат. Caritas)
- Усердие (лат. Industria)
- Терпение (лат. Patientia)
- Доброта (лат. Humanitas)
- Смирение (лат. Humilitas)

### Литература

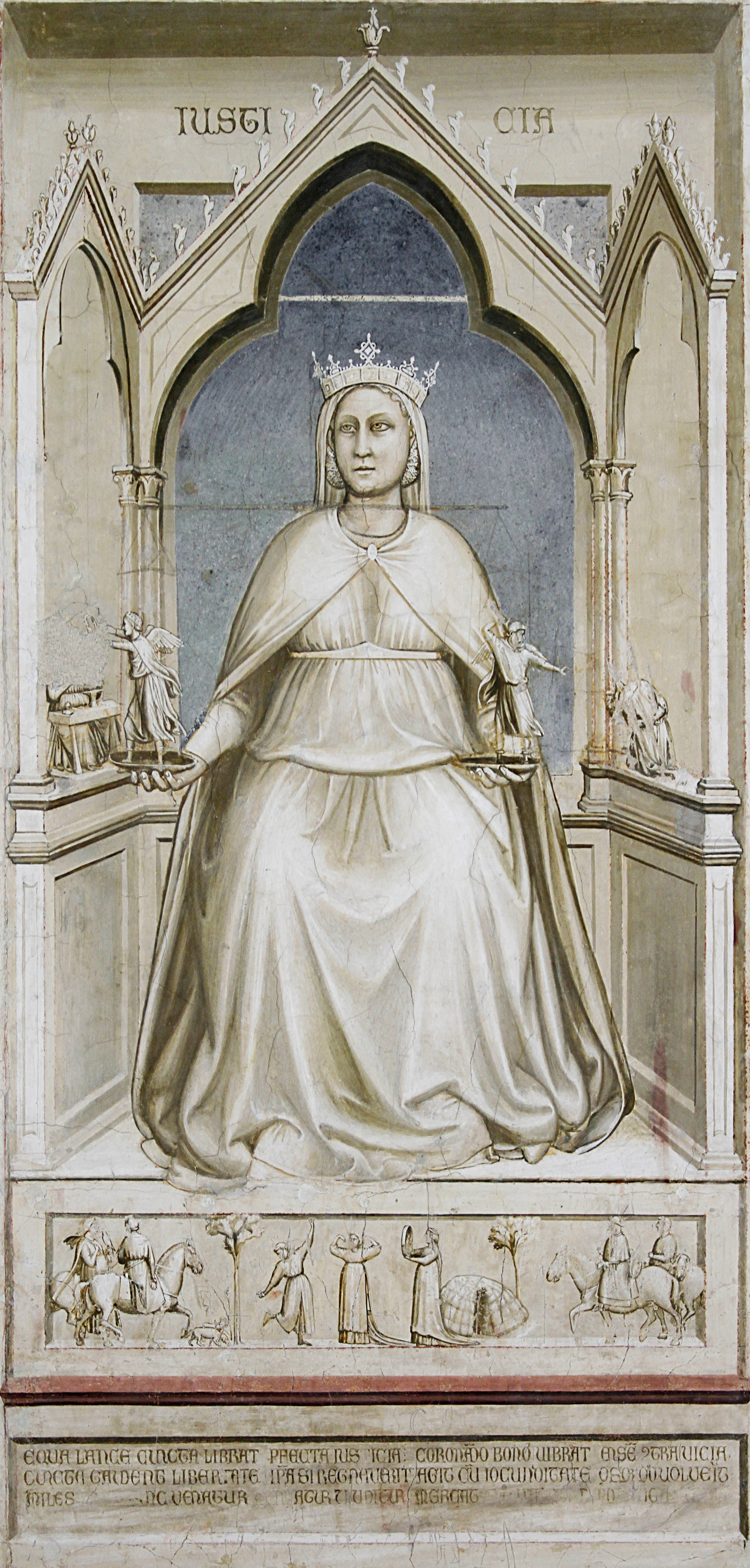
Справедливость (Justitia) в капелле Скровеньи

## Сюжетная тема в искусстве

### Живопись
В изобразительном искусстве семи добродетелям посвящены:
- фрески Джотто в капелле Скровеньи (Падуя, Италия);
- серия гравюр Брейгеля;
- серия росписей спинок судейских кресел Полайолло, выполненная для трибунала Торгового суда Флоренции (одна из росписей, ныне известная как «Сила» (лат. Fortitudo), была выполнена Боттичелли) и хранящаяся в Галерее Уффици).